# ガラスの夏
「ガラスの夏」（ガラスのなつ）は、1981年5月25日に発売された柏原よしえの5枚目のシングル。発売元はフィリップス・レコード。

## 概要
オリコンチャートの最高位は21位まで上昇、シングル売り上げも初めて10万枚を超える10.3万枚を記録した。公称シングル売上は35万枚を記録。また、日本テレビ系『ザ・トップテン』では初めて10位にランクインされ、同番組に初出演を果たした。

## 収録曲
- 全曲作詞：松田侑利子／作曲：網倉一也／編曲：若草恵

1. ガラスの夏 (3分46秒)
2. フィフティーン・ラブ (3分7秒)